# Красиловка (приток Десны)
Красиловка (укр. Красилівка) — правый приток Десны, протекающий по Корюковскому району (Черниговская область, Украина). В нижнем течении сливается с рекой Млинок.

## География
Длина — 19 км. Бассейн — н/д км². 
Русло извилистое. Есть пруды. С рекой в нижнем её течении (южнее села Локнистое) сообщается озеро Святое.
Река берёт начало от двух ручьёв в пгт Березна и юго-восточнее пгт Березна. Река течёт на юго-запад. Впадает в Десну южнее села Локнистое.
Пойма частично занята заболоченными участками с лугами, крайне мало кустарников и лесов (лесополос).
Притоки:
1. Яновского[3]

Населённые пункты на реке (от истока к устью):
1. Березна
2. Локнистое
3. Гусавка